# Karin Hopfmann
Karin Hopfmann (auch: Karin Henoch, * 24. August 1955 in Mühlhausen/Thüringen) ist eine deutsche Politikerin (PDS) und war Mitglied im Abgeordnetenhaus von Berlin.

## Biografie
Karin Hopfmann legte ihre Abiturprüfung 1974 in Eisenach ab und studierte anschließend Philosophie in Berlin und Leipzig mit Abschluss Diplom 1979, sie schloss ein Aufbaustudium in Kulturwissenschaften von 1982 bis 1984 an.
Hopfmann war Geschäftsführerin des Kulturbundes der DDR von 1981 bis 1986.
Sie hatte von 1990 bis 1995 einen Lehrauftrag für interkulturelle Praxis an der Berliner Humboldt-Universität. Nach ihrem Ausscheiden aus der Politik wurde sie im Bereich Supervision und Mediation selbständig und betätigte sich unter dem Namen Karin Henoch auch als Schriftstellerin.

## Politik
Hopfmann gehörte dem Abgeordnetenhaus von Berlin von 1995 bis 2006 an und war dort flüchtlingspolitische Sprecherin ihrer Fraktion.

## Werke
- Karin Henoch: Das Tabu. E-Mail-Roman. novum pro verlag. München. 2010. ISBN 978-3-99003-205-3.